# André Ignace Joseph Dufresnoy
Pour les articles homonymes, voir Dufresnoy.
André Ignace Joseph Dufresnoy (ou Du Fresnoy), né en 1733 et mort en 1800, était médecin et Professeur de Botanique à Valenciennes, membre des Sociétés de Médecine de Paris, Bruxelles, membre « de la société royale des sciences de Montpellier », associé correspondant de la Société Philotechnique de Paris et « premier médecin de l'armée française » (ce qui le force à quitter valenciennes pour suivre l'armée). 
André I.J Dufresnoy s'est notamment fait connaître pour avoir le premier utilisé en Europe des extraits d'un Sumac (alors baptisé Rhus radicans et surtout connu pour sa toxicité externe), afin de soigner « les Dartres et affections dartreuses », ainsi que la « Paralysie des extrémités inférieures ».

## Éléments de biographie
André Du Fresnoy nait dans une famille noble du Hainaut, à Valenciennes, le 16 juin 1733. 
Il entame des études de médecine et obtient un doctorat à Montpellier. 
En 1757, âgé de 24 ans, il est nommé médecin de l’Hôpital militaire de Valenciennes où il sera notamment remarqué pour son travail lors d’une épidémie de « choléra » à Aubry (en 1777-1778). 
En 1785 Il est ensuite médecin consultant des armées et médecin-chef des armées du Nord.
En 1793, il est arrêté, et presque condamné à mort (en 1794). 
Il exerce ensuite des fonctions plus discrètes, à l’hôpital de Saint-Omer puis à nouveau à Valenciennes. 
Féru de botanique, il enseigne cette matière et cherche notamment à promouvoir les vertus thérapeutiques du Narcisse des près et du Rhus radicans (Sumac grimpant ou herbe à puce ; une plante très allergène, qu'il cultive dans le jardin botanique de Valenciennes). 
En 1788 il publie un opuscule dans lequel il livre ses premiers résultats d'utilisation de Rhus radicans (réédité en l’an VII).

## Écrits et publications
Les archives ont conservé de lui plusieurs textes non publiés : 
1. un manuscrit de 10 pages, contenant des « Observations sur les ulcères produits par l’ardeur du feu »[2] ;
2. un mémoire thérapeutique (liasse du D173) intitulé  « Observation sur un ozène guéri par l’eau végéto-minérale » de 1769 ;
3. un mémoire thérapeutique intitulé « Observations de médecine sur les fièvres quartes », de 1772, où l'auteur vante l'efficacité d’un opiat composé de quinquina, d’iris de Florence, de noix vomique et de graines de kermès).

En 1788 il publie ses premiers retours d'expérience sur l'usage du Rhus radicans  pour soigner les dartres et certaines paralysies. 
À partir de 1799, il publie ensuite plusieurs ouvrages sur ses recherches médicales.